# Rudolph August Behrens
Rudolph August Behrens (* um 1700 in Braunschweig; † 12. Oktober 1748 in Frankfurt am Main) war ein deutscher Mediziner und Stadtphysicus von Braunschweig.

## Leben
Rudolph August Behrens war der Sohn des Mediziners Konrad Barthold Behrens. Rudolph August Behrens studierte unter anderem an der Universität Leipzig bei Polycarp Gottlieb Schacher Medizin, wurde gemeinsam mit Johann Conrad Trumph am 6. Oktober 1724 an der Universität Helmstedt bei Johann Carl Spies promoviert und wirkte anschließend als Arzt und als Stadtphysicus in Braunschweig. Behrens wurde Dekan des medizinischen Kollegiums von Lüneburg sowie Hofrat und Leibarzt des Herzogs August Wilhelm von Braunschweig-Wolfenbüttel.
Am 23. Februar 1725 wurde Rudolf August Behrens mit dem akademischen Beinamen Eudoxus II. zum Mitglied (Matrikel-Nr. 376) der Leopoldina gewählt.

## Schriften
- Considerationem Animae Rationalis Medicam. Titius, Lipsiae 1720 (Digitalisat).
- Dissertatio Inavgvralis Medica Sistens Examen Aqvarvm Mineralivm Fvrstenaviensivm et Vechteldensivm. Schnorrius, Helmstadii 1724 (Digitalisat).
- Untersuchung Der Mineralischen Wasser Zu Fürstenau und Vechtelde / So vormahls In Lateinischer Sprache geschrieben, Numehro aber Aus derselben in das Teutsche übersetzet worden. Meyer, Braunschweig 1725 (books.google.de).
- Trigam casuum memorabilium historico-medicorum. Meisner, Wolfenbuttel 1727 (Digitalisat).